# National Printing Agency FC
El National Printing Agency es un equipo de fútbol de Somalia que juega en la Cuarta División de Somalia, la cuarta liga de fútbol en importancia en el país.

## Historia
Fue fundado en la capital Mogadiscio y sus mejores años han sido en la década de los años 1980s, periodo en el que formaron parte de la Primera División de Somalia, de la cual fueron campeones en 1983, el único título de liga que ha ganado el club hasta el momento. No juegan en la máxima categoría desde 1990, cuando el club descendió. También han ganado la Copa de Somalia en una ocasión.
A nivel internacional han participado en 2 torneos continentales, en donde su mejor participación ha sido en la Copa Africana de Clubes Campeones 1984, en la que fueron eliminados en la segunda ronda por el Nkana Red Devils de Zambia.

## Palmarés
- Primera División de Somalia: 1

1983
- Copa de Somalia: 1

1981

## Participación en competiciones de la CAF
| Temporada | Torneo                            | Ronda | Club              | Casa  | Visita | Global |
| --------- | --------------------------------- | ----- | ----------------- | ----- | ------ | ------ |
| 1982      | Recopa Africana                   | 1     | GD Maputo         | w.o.1 | w.o.1  | w.o.1  |
| 1984      | Copa Africana de Clubes Campeones | 1     | Al Hilal Omdurmán | 1-0   | 1-1    | 2-1    |
| 1984      | Copa Africana de Clubes Campeones | 2     | Nkana Red Devils  | 2-1   | 0-3    | 2-4    |

1- NPA abandonó el torneo.